# Léon Vandermeersch
Léon Vandermeersch (* 7. Januar 1928 in Wervicq-Sud, Département Nord; † 17. Oktober 2021 in Paris) war ein französischer Sinologe und Hochschullehrer, der unter anderem zwischen 1989 und 1993 Direktor der Französischen Schule des Fernen Ostens EFEO (École française d’Extrême-Orient) war.

## Leben
Léon Vandermeersch begann nach dem Schulbesuch 1946 ein Studium am Institut national des langues et civilisations orientales (INALCO), das er 1948 im Fach Chinesische Sprachen sowie 1950 im Fach Vietnamesische Sprache abschloss. Zugleich begann er 1946 ein Studium an der Philosophischen Fakultät der Universität von Paris, das er 1951 mit der Lehrbefugnis (Licence d’enseignement) sowie einem Diplom DES (Diplôme d’études supérieures) beendete. Ein darüber hinaus 1946 begonnenes Studium der Rechtswissenschaften an der Juristischen Fakultät der Universität von Paris schloss er 1951 mit einem Doktor der Rechte ab. Nach Abschluss der Studien war er 1951 kurzzeitig Lehrer an einem Gymnasium in Vietnam sowie danach zwischen 1951 und 1958 Kurator am Museum „Louis Finot“, dem heutigen Nationalen Museum für die Geschichte Vietnams (Musée national d’Histoire du Vietnam).  Anschließend unternahm er Forschungsaufenthalte in Kyōto und Hongkong, wo er sich insbesondere mit der Geschichte der frühen chinesischen Dynastien beschäftigte. 1962 erwarb er ein Diplom an der École pratique des hautes études (EPHE) mit einer Arbeit über den Legalismus, eine Richtung der chinesischen Philosophie aus der Zeit der Streitenden Reiche (etwa um 480 v. Chr. bis 221 v. Chr.).
1966 wurde Vandermersch an die Universität Marseille berufen, wo er bis 1973 als Dozent mit dem Aufbau der Abteilung für Chinesische Sprachen verantwortlich war. 1973 übernahm er eine Professur an der Universität Paris VII, die Université Paris Diderot, und war dort bis 1979 auch Leiter der Lehr- und Forschungseinheit für Ostasien (Unité d’enseignement et de recherches (UER) d’Asie orientale). 1975 erwarb er an der Universität Paris VII einen Doktor (Doctorat d’État ès lettres) mit einer Arbeit über die Institutionen des archaischen Chinas. 1979 wurde er Direktor für Studien an der École pratique des hautes études. Er bekleidete diese Funktion bis 1993 und lehrte dort zugleich die Geschichte des Konfuzianismus. Daneben war er zwischen 1981 und 1984 auch Leiter des Französisch-Japanischen Hauses (Maison franco-japonaise) in Tokio. Im Januar 1989 löste er des Weiteren François Gros als Direktor der Französischen Schule des Fernen Ostens EFEO (École française d’Extrême-Orient) und hatte dieses Amt bis Januar 1993, woraufhin Denys Lombard seine Nachfolge antrat. 
Am 8. Februar 1991 wurde er Korrespondierendes Mitglied der Académie des inscriptions et belles-lettres. Anlässlich seines siebzigsten Geburtstages gab die École Française d’Extrême-Orient die Festschrift En suivant la Voie Royale. Mélanges en hommages à Léon Vandermeersch heraus, die unter anderem einen Beitrag von Jean François Billeter enthielt. Am 31. Dezember 1998 wurde ihm das Ritterkreuz der Ehrenlegion verliehen. Darüber hinaus wurde er mit dem Offizierskreuz des Ordre des Palmes Académiques geehrt. Die Académie des inscriptions et belles-lettres verleiht seit 2017 den nach ihm benannten Prix de sinologie Léon Vandermeersch. 2024 erhielt er posthum den Prix Stanislas Julien.

## Veröffentlichungen
- Les miroirs de bronze du Musée de Hanoi, 1960
- La formation du légisme. Recherche sur la constitution d’une philosophie, politique caractéristique de la Chine ancienne, 1965 Digitalisat
- Wangdao ou, La voie royale. Recherches sur l’esprit des institutions de la Chine archaïque, 1977 Digitalisat I, II
- Le nouveau monde sinisé, 1986
- Les Gens de mer. Bouddhismes et sociétes asiatiques. Clergés, sociétés et pouvoirs, Mitautor Alain Forest, 1990
- Etudes sinologiques, 1994
- La société civile face à l’Etat. Dans les traditions chinoise, japonaise, coréenne et vietnamienne, 1994
- Les deux raisons de la pensée chinoise. Divination et idéographie, 2013
- Ce que la Chine nous apprend. Sur le langage, la société, l’existence, 2019

in deutscher Sprache
- Chinesische Philosophie, Mitautor Jean de Miribel, 2001

## Hintergrundliteratur
- En suivant la Voie Royale. Mélanges en hommages à Léon Vandermeersch. Festschrift anlässlich seines 70. Geburtstages, École Française d’Extrême-Orient, 1997